# Concours musical international Reine Élisabeth de Belgique 2024
 (février 2025).
Si vous disposez d'ouvrages ou d'articles de référence ou si vous connaissez des sites web de qualité traitant du thème abordé ici, merci de compléter l'article en donnant les références utiles à sa vérifiabilité et en les liant à la section « Notes et références ».
Le Concours musical international Reine Élisabeth de Belgique, session 2024, est consacré au violon.
Il se déroule du 6 mai au 12 juin dans le bâtiment Flagey et au Palais des beaux-arts de Bruxelles.

## Jury
Les membres du jury sont : 
- Gilles Ledure (nl)  (Belgique) : Président du jury
- Augustin Dumay  (France)
- Miriam Fried  (Israël)
- Lorenzo Gatto  (Belgique)
- Philippe Graffin
- Koichiro Harada (ja)  (Japon)
- Dong-Suk Kang (en)  (Corée)
- Victor Kissine  (Belgique)
- Kyung Sun Lee  (Corée)
- Midori
- Vadim Repin  (Russie)
- Tatiana Samouil (de)  (Russie)
- Vineta Sareika  (Lettonie)
- Dmitri Sitkovetsky
- Baiba Skride  (Lettonie)
- Isabelle Van Keulen

## Demi-finale
Après le premier tour, le jury a sélectionné 24 candidats pour la demi-finale. 

## Finale
Les douze finalistes sont : 
- Hana Chang (États-Unis)
- Dayoon You (Corée)
- Karen Su (États-Unis)
- Ruslan Talas (Kazakhstan)
- Anna Im (Corée)
- Elli Choi (États-Unis)
- SongHa Choi (Corée)
- Julian Rhee (États-Unis)
- Kevin Zhu (en) (États-Unis)
- Minami Yoshida (Japon)
- Dmytro Udovychenko (Ukraine)
- Joshua Brown (États-Unis)

### Lauréats
Les lauréats sont : 
- Premier prix, Grand Prix international Reine Élisabeth - prix de la Reine Mathilde : Dmytro Udovychenko  (Ukraine)
- Deuxième prix, prix du Gouvernement fédéral belge : Joshua Brown  (États-Unis)
- Troisième prix, prix comte de Launoit : Elli Choi  (États-Unis)
- Quatrième prix, prix de la Communauté germanophone de Belgique : Kevin Zhu (en) (États-Unis)
- Cinquième prix, prix de la Région de Bruxelles-Capitale : Julian Rhee  (États-Unis)
- Sixième prix, prix de la Ville de Bruxelles : Minami Yoshida  (Japon)

Selon le règlement du concours, aucun classement n'est établi entre les finalistes au-delà du sixième prix. Par ordre alphabétique :
- Hana Chang (États-Unis)
- SongHa Choi (Corée)
- Anna Im (Corée)
- Ruslan Talas (Kazakhstan)
- Karen Su (États-Unis)
- Dayoon You (Corée)

Le prix Musiq'3 du public est attribué à Joshua Brown  (États-Unis)